# Амитис од Медије
Амитис (перз. Умати, грч. Амyтис) је била међанска принцеза из 6. века п. н. е.

## Историјски извори
Будући да историчари Ктезије и Берос наводе контрадикторне хронолошке податке, не може се утврдити је ли постојала једна или можда две принцезе Амитис. Према неким изворима, она је била ћерка Кијаксара, владара Међанско царство, а према другима ћерка његовог сина и престолонаследника Астијага (610-е п. н. е. – 540-е п. н. е.). Вавилонски историчар Берос спомиње да је након пада Новоасирског царства 614. п. н. е. склопљен дипломатски брак између међанске принцезе Амитис и вавилонског владара Набукодоносора II (630. – 561. п. н. е.), чиме се желио учврстити међанско-вавилонски савез. Ипак, Беросова тврдња да је Амитис била Астијагова ћерка постаје врло упитна будући да би Астијаг према наведеној хронологији требало да је имао животни век од готово 100 година. Историчар Ктезије међутим наводи да се Амитис удала за персијског владара Кира Великог (576. – 530. п. н. е.), који је тим политичким браком желио да оснажи легитимитет своје власти над Медијом. Ктезије такође спомиње како је Амитис родила Киру сина Камбиза II, док Херодот тврди како је Камбизова мајка заправо била Касандана.

## Висећи вртови
Амитис је наводно јако чезнула за својом домовином Медијом (Иран) pa је њен муж, који је био вавилонски краљ Набукодоносор II наредио да јој се саграде Висеће вртове у Вавилону, који су сматрани једним од седам светских чуда старог века. Друга теорија међутим говори да су саграђени за митолошку краљицу Семирамиду која је владала на прелазу из 9. у 8. век п. н. е..